# Dingo (gruppo musicale)

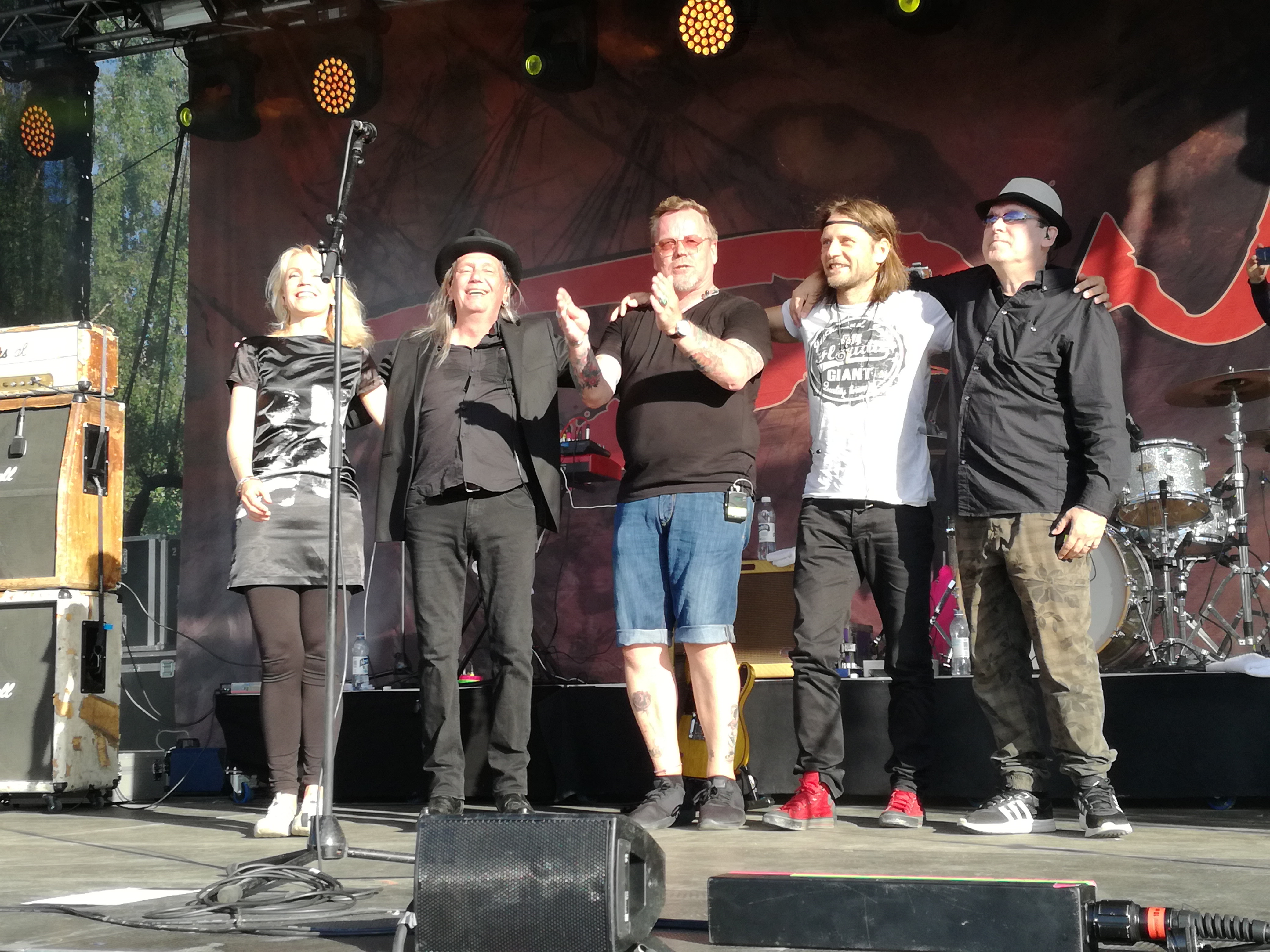
Dingo a Rovaniemi nel 2018

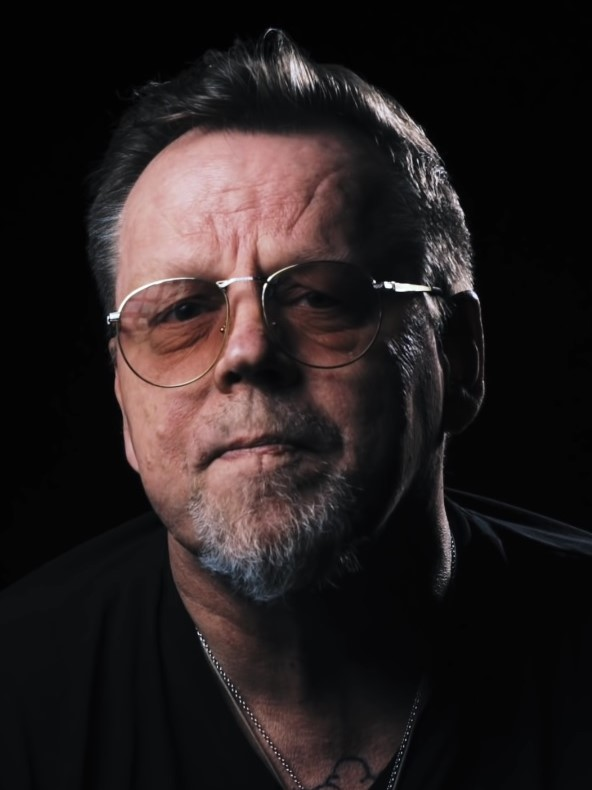
Pertti Neumann, voce e leader dei Dingo

Dingo è un gruppo rock finlandese formato nel 1982 e da sempre guidato da Pertti Neumann (anche conosciuto come Pertti Nieminen).
Il gruppo è riuscito a trovare un connubio vincente tra la musica della tradizione finlandese, caratterizzata dalle melodie melanconiche, con i ritmi ed i suoni più incalzanti del rock. Una delle hit più conosciute dei Dingo è stata la canzone Autiotalo, cantata in lingua finlandese e di seguito pubblicata anche nella versione inglese con il titolo The House without a Name.
Il successo del gruppo è comunque stato abbastanza effimero e, nel giro di 2 anni, i Dingo si sciolgono, nell'ottobre del 1986. Nel 1993 il gruppo si ricompone, per poi sciogliersi nuovamente l'anno seguente. Nuovamente uniti dal 1998 per 4 anni fino al 2002 ed ancora in attività, in maniera continuativa, dal 2004.

## Discografia

### Album
- Nimeni On Dingo (1984)
- Kerjäläisten valtakunta (1985)
- Pyhä klaani (1986)
- Tuhkimotarina (1993)
- Sinä & Minä (1993)
- Via Finlandia (1994)
- Purppuraa (2005)
- Humisevan harjun paluu (2008)

### Compilation
- Tuhkimotarina (1993)
- Sinä & Minä (1993)
- 20 suosikkia - Autiotalo (1997)
- Parhaat (1999) (2CD)
- Dingomania (2004) (2CD)
- Tähtisarja – 30 suosikkia (2006) (2CD)
- Kunnian päivät 1983–1986 (2006) (3CD+DVD)
- Sound Pack 2CD+DVD (2010) (2CD+DVD)
- Autiotalon aarteet (2017)

## Membri del gruppo

### Membri attuali
- Pertti Neumann – voce, 1982–1986, 1993–1994, 1998–2002, 2004–
- Jonttu Virta – chitarra, 1982–1986, 1993–1994, 1998–2002, 2017–
- Tom Eklund – basso, 2024–
- Saska Ketonen – batteria 2018–
- Leena Peisa– tastiera, 2018–